# Mario Gárate
Mario Gárate – chilijski bokser, brązowy medalista igrzysk panamerykańskich w Chicago z roku 1959.

## Kariera
W 1959 roku Gárate zajął trzecie miejsce w kategorii piórkowej na igrzyskach panamerykańskich, które rozgrywane były w Chicago. W półfinale igrzysk panamerykańskich przegrał na punkty z reprezentantem gospodarzy, Argentyńczykiem Carlosem Aro. W walce o brązowy medal rywalem Chilijczyka był Kubańczyk Enrique Garmury. Pojedynek zakończył się zwycięstwem Gárate przez walkower.